# Lední hokej na Letních olympijských hrách 1920

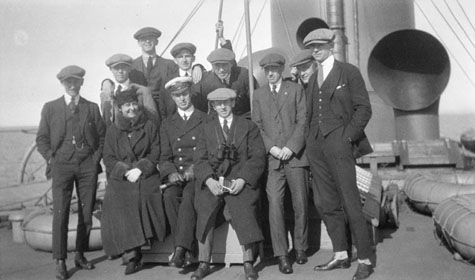
Kanadu reprezentoval klub Winnipeg Falcons

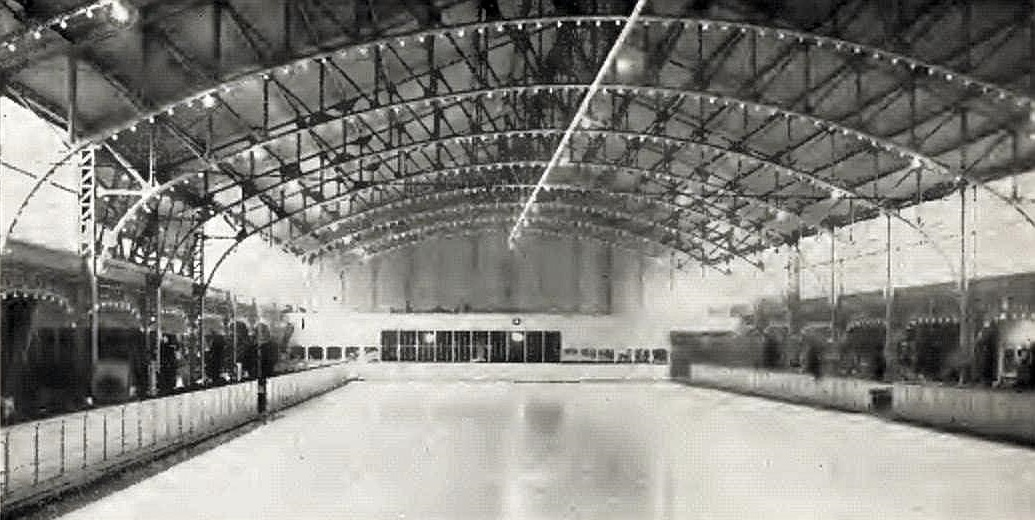
Hala Palais de Glas v Antverpách

1. mistrovství světa v ledním hokeji probíhalo v rámci VII. letních olympijských her ve dnech 23.–30. dubna 1920 v hale Palais de Glas v Antverpách v Belgii. Lední hokej se tak poprvé a zároveň naposled představil na letní olympiádě. Od roku 1924 se hokejový turnaj hraje na zimní olympiádě. V roce 1982 byl dodatečně prohlášen za 1. mistrovství světa.

## Průběh a herní systém
Turnaj byl hrán tzv. Bergvallovým systémem. Tzn. čtvrtfinále, semifinále a finále bylo sehráno standardním pavoukem. Rozdíl mezi Bergvallovým systémem a systémem play off obvyklým na konci 20. století nastává v tom, že poražený finalista (Švédsko) nezíská stříbrnou medaili, ale s ostatními týmy, které prohrály (ČSR a USA) s vítězem finále (Kanada) hraje znovu o stříbrnou medaili. Mužstva, která prohrála s poraženým finalistou (Belgie a Francie) o stříbro nebojují, ale v případě, že by poražený finalista skutečně stříbrnou medaili získal (což se v tomto případě nestalo) zapojí se do boje o bronzovou medaili. V boji o stříbrnou medaili se hrálo stejným systémem jako o zlato. V semifinále Američani porazili Švédsko 7:0 a ve finále ČSR 16:0, které mělo volný los. To znamená, že Švédsko, ČSR a Švýcarsko (prohrálo s USA ve čtvrtfinále boje o zlato) hráli o bronzovou medaili. V semifinále porazili Švédi Švýcary 4:0 a ve finále o bronz Československo (které mělo opět volný los) Švédsko 1:0. Československu tak k zisku bronzových medailí stačilo vstřelit jedinou branku.

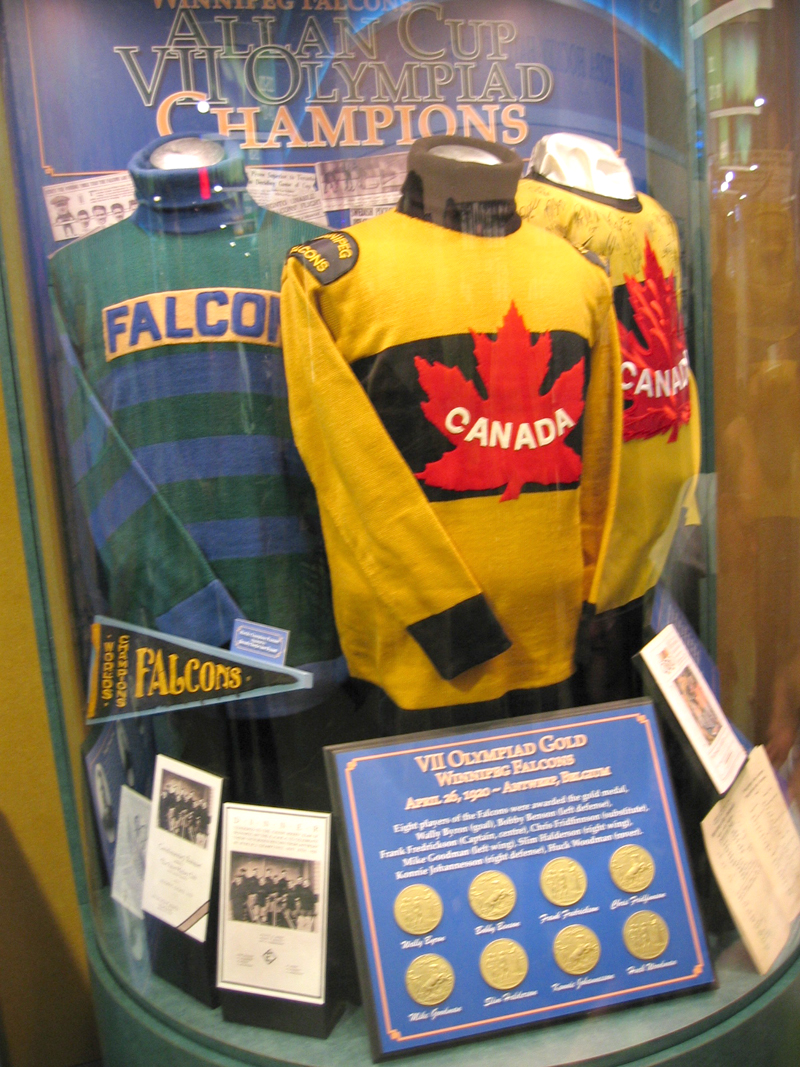
Dresy olympijských vítězů

Historicky prvními olympijskými vítězi se stali Kanaďané, které reprezentoval vítěz Allanova poháru 1920, klub Winnipeg Falcons, založený roku 1911 islandskými přistěhovalci. Jmenoval se podle sokola jako islandského národního ptáka. Tým hrál v dresech barvy starého zlata s černým vodorovným pruhem přes prsa, který nesl javorový list a nápis CANADA. V samotné Kanadě však byli Falcons vnímáni spíše jako cizinci a Hockey Canada dlouho oficiálně uznával jako první kanadské olympijské vítěze v hokeji Toronto Granites, šampióny z roku 1924. Teprve v roce 2002 se Falcons dočkali rehabilitace a na jejich počest nastoupili Kanaďané k úvodnímu utkání Světového poháru 2004 proti USA v replikách původních dresů z roku 1920, později je v přátelských zápasech oblékala také kanadská hokejová reprezentace do 20 let.

## Zajímavosti
- Zápasy trvaly 2×20 minut.
- Ledová plocha měla rozměr 56×18 metrů (v dnešní době – (2009) 61×30m).
- Týmy tvořilo sedm hokejistů, tedy o jednoho víc než v dnešní době. Jeden z nich měl pozici středopolaře, halva a říkalo se mu rover.
- Hokejisty ještě nerozlišovala čísla na zádech, v záloze nebyli žádní náhradníci. Zápas dohráli ti hráči, kteří ho začali. Pokud se někdo zranil, stáhla jednoho hráče také druhá strana, aby se síly vyrovnaly.
- Zápasy neřídili klasičtí rozhodčí. Byli nominováni zástupci třetích týmů. Většinou pískali hráči, případně trenéři.
- Podle tehdejších pravidel se nesmělo přihrávat dopředu, pouze do strany nebo za sebe.
- Brankáři mohli rozehrávat puk pouze, pokud stáli na bruslích.
- Turnaj se hrál na Letních olympijských hrách.

## Herní systém turnaje

### O zlatou medaili
|  | Čtvrtfinále | Čtvrtfinále |         |    | Semifinále | Semifinále |  |  | Finále | Finále |
|  |             |             |         |    |            |            |  |  |        |        |
|  |             |             |         |    |            |            |  |  |        |        |
|  | Kanada      | 15          |         |    |            |            |  |  |        |        |
|  | Kanada      | 15          |         |    |            |            |  |  |        |        |
|  | ČSR         | 0           |         |    |            |            |  |  |        |        |
|  | ČSR         | 0           | Kanada  | 2  |            |            |  |  |        |        |
|  |             |             | Kanada  | 2  |            |            |  |  |        |        |
|  |             | USA         | 0       |    |            |            |  |  |        |        |
|  | USA         | USA         | 0       | 29 |            |            |  |  |        |        |
|  | USA         |             |         | 29 |            |            |  |  |        |        |
|  | Švýcarsko   | 0           |         |    |            |            |  |  |        |        |
|  | Švýcarsko   | 0           | Kanada  | 12 |            |            |  |  |        |        |
|  |             |             | Kanada  | 12 |            |            |  |  |        |        |
|  |             | Švédsko     | 1       |    |            |            |  |  |        |        |
|  | Švédsko     | Švédsko     | 1       | 8  |            |            |  |  |        |        |
|  | Švédsko     |             |         | 8  |            |            |  |  |        |        |
|  | Belgie      | 0           |         |    |            |            |  |  |        |        |
|  | Belgie      | 0           | Švédsko | 4  |            |            |  |  |        |        |
|  |             |             | Švédsko | 4  |            |            |  |  |        |        |
|  |             | Francie     | 0       |    |            |            |  |  |        |        |
|  | Francie     | Francie     | 0       | *  |            |            |  |  |        |        |
|  | Francie     |             |         | *  |            |            |  |  |        |        |
|  | volný los   | *           |         |    |            |            |  |  |        |        |
|  | volný los   | *           |         |    |            |            |  |  |        |        |

### O stříbrnou medaili
|  | Semifinále | Semifinále | Semifinále |  |  | Finále | Finále | Finále |
|  |            |            |            |  |  |        |        |        |
|  |            | USA        | 7          |  |  |        |        |        |
|  |            | Švédsko    | 0          |  |  |        |        |        |
|  |            |            |            |  |  |        | USA    | 16     |
|  |            |            |            |  |  |        | ČSR    | 0      |
|  |            | ČSR        | *          |  |  |        |        |        |
|  |            | volný los  | *          |  |  |        |        |        |

### O bronzovou medaili
|  | Semifinále | Semifinále | Semifinále |  |  | Finále | Finále  | Finále |
|  |            |            |            |  |  |        |         |        |
|  |            | ČSR        | *          |  |  |        |         |        |
|  |            | volný los  | *          |  |  |        |         |        |
|  |            |            |            |  |  |        | ČSR     | 1      |
|  |            |            |            |  |  |        | Švédsko | 0      |
|  |            | Švédsko    | 4          |  |  |        |         |        |
|  |            | Švýcarsko  | 0          |  |  |        |         |        |

## Zápasy

### O zlatou medaili

#### Čtvrtfinále
Švédsko –  Belgie 8:0 (5:0, 3:0)
23. dubna 1920 (21:20) – Antverpy (Palais de Glace)

Branky Švédska: 1:0 Erik Burman (Einar Lindqvist, Nils Molander), 2:0 Georg Johansson-Brandius, 3:0 Erik Burman (Einar Lindqvist), 4:0 Einar Lindqvist (Erik Burman), 5:0 Erik Burman (Einar Lindqvist), 6:0 22. Georg Johansson-Brandius (Nils Molander), 7:0 Nils Molander, 8:0 Einar Lindqvist.		

Branky Belgie: nikdo

Rozhodčí: William A. Hewitt (CAN)
Švédsko: Seth Howander – Einar Svensson, Einar Lundell – Nils Molander – Erik Burman, Einar Lindqvist, Georg Johansson-Brandius.
Belgie: Francois Vergult – Philippe Van Volckxom, Gaston Van Volxem – Paul Goeminne – Paul Loicq, Jean-Maurice Goossens, Maurice Deprez.
 USA –  Švýcarsko 29:0 (15:0, 14:0)
24. dubna 1920 (17:00) – Antverpy (Palais de Glace)

Branky USA: 8× Anthony Conroy, 7× Joseph McCormick, 6× Francis Goheen, 6× Herbert Drury, Edward Fitzgerald, Leon Tuck

Branky Švýcarska: nikdo

Rozhodčí: Raoul Le Mat (USA)
USA: Raymond Bonney – Leon Tuck, Edward Fitzgerald – Francis Goheen – Joseph McCormick, Herbert Drury, Anthony Conroy.
Švýcarsko: René Savoie – Marius Jaccard, Paul Lob – Louis Dufour – Max Holsboer, Max Sillig, Rudolphe Cuendet.
 Československo –  Kanada	0:15 (0:10, 0:5)
24. dubna 1920 (21:30) – Antverpy (Palais de Glace)

Branky Československa: nikdo

Branky Kanady: 7× Haldor Halderson, 4× Frank Fredrickson, 2× Magnus Goodman, Allan Woodman, Konrad Johannesson

Rozhodčí: Max Sillig (SUI)
ČSR: Jan Peka – Otakar Vindyš, Jan Palouš – Karel Hartmann – Karel Pešek, Josef Šroubek, Valentin Loos.
Kanada: Walter Byron – Konrad Johannesson, Robert Benson – Allan Woodman – Magnus Goodman, Frank Fredrikson, Haldor Halderson.
 Francie měla volný los.

#### Semifinále
Švédsko –  Francie 	4:0 (2:0, 2:0)
25. dubna 1920 (17:00) – Antverpy (Palais de Glace)

Branky Švédska: 1:0 Erik Burman (Einar Svensson), 2:0 Einar Svensson, 3:0 Nils Molander, 4:0 Einar Lindqvist (Einar Lundell).

Branky Francie: nikdo

Rozhodčí: J. Garon (CAN)
Švédsko: Seth Howander – Einar Lindqvist, Einar Lundell – Nils  Molander – Erik Burman, Einar Svensson, Georg Johansson-Brandius.
Francie: Jacques Gaittet – Henri Couttet, Jean Chaland – Pierre Charpentier – Alfred de Rauch, Léonhard Quaglia, Georges Dary.
 Kanada –  USA 2:0 (0:0, 2:0)
25. dubna 1920 (21:00) – Antverpy (Palais de Glace)

Branky Kanady: 31:00 Frank Fredrickson, 38:00 Konrad Johannesson (Magnus Goodman, Haldor Halderson).	

Branky USA: nikdo

Rozhodčí: Alfréd de Rauch (FRA)
Kanada: Walter Byron – Konrad Johannesson, Robert Benson – Allan Woodman – Magnus Goodman, Frank Fredrikson, Haldor Halderson.
USA: Raymond Bonney – George Geran, Edward Fitzgerald – Francis Goheen – Joseph McCormick, Herbert Drury, Anthony Conroy.

#### Finále o zlatou medaili
Kanada –  Švédsko 12:1 (5:1, 7:0)
26. dubna 1920 (22:00) – Antverpy (Palais de Glace)

Branky Kanady: 1:15 Haldor Halderson (Frank Fredrikson), 1:55 Chris Fridfinnson, 5:20 Frank Fredrikson (Magnus Goodman), 16:00 Frank Fredrikson, 17:35 Frank Fredrikson, 23:47 Magnus Goodman, 28:09 Robert Benson, 29:15 Frank Fredrikson, 29:30 Frank Fredrikson, 34:55 Frank Fredrikson, 36:20 Haldor Halderson, 39:02 Frank Fredrikson

Branky Švédska: 15:58 Einar Svensson (Hansjacob Mattsson)

Rozhodčí: Joseph McCormick (USA)
Kanada:Walter Byron – Konrad Johannesson, Robert Benson – Chris Fridfinnson – Magnus Goodman, Frank Fredrikson, Haldor Halderson.
Švédsko: Seth Howander – Einar Lindqvist, Wilhelm Arwe – Einar Svensson – Erik Burman, Hansjacob Mattsson, Georg Johansson-Brandius.

### O stříbrnou medaili
- země poražené vítězem finále o zlatou medaili – Kanadou

#### Semifinále
USA –  Švédsko 	7:0 (5:0, 2:0)	
27. dubna 1920 (22:00) – Antverpy (Palais de Glace)

Branky USA: 6. Anthony Conroy (Francis Goheen), 7. Anthony Conroy, 9. George Geran, 10. George Geran, 11. George Geran, 21. Francis Synott, 40. George Geran

Branky Švédska: nikdo
USA: Cyril Weidenborner – George Geran, Leon Tuck – Francis Goheen –  Francis Synott, Herbert Drury, Anthony Conroy.
Švédsko: Seth Howander – Einar Lindqvist, Einar Lundell – Wilhelm Arwe – Erik Burman, Einar Svensson, Georg Johansson-Brandius.
 ČSR mělo volný los.

#### Finále o stříbrnou medaili
Československo –  USA 0:16 (0:7, 0:9)
28. dubna 1920 (22:00) – Antverpy (Palais de Glace)

Branky Československa: nikdo

Branky USA: 7× Joseph McCormick, 4× Herbert Drury, 2× Anthony Conroy, Lawrence McCormick, Francis Synott, Francis Goheen

Rozhodčí: Paul Loicq (BEL)
ČSR: Jan Peka – Otakar Vindyš, Jan Palouš – Karel Hartmann – Karel Pešek, Josef Šroubek, Valentin Loos.
USA: Cyril Weidenborner – Edward Fitzgerald, Francis Goheen – Francis Synott – Joseph McCormick, Lawrence McCormick, Anthony Conroy.

### O bronzovou medaili
- země poražené vítězem finále o stříbrnou medaili – USA

#### Semifinále
Švédsko –  Švýcarsko 4:0 (0:0, 4:0)
28. dubna 1920 (23:30) – Antverpy (Palais de Glace)

Branky Švédska: 25. David Säfwenberg (Georg Johansson-Brandius), 30. Georg Johansson-Brandius (Wilhelm Arwe), 37. Wilhelm Arwe, 40. Wilhelm Arwe (David Säfwenberg)

Branky Švýcarska: nikdo

Rozhodčí: Frank Fredrickson (CAN)
Švédsko: Albin Jansson – Einar Lindqvist, Einar Lundell – Nils Molander – David Säfwenberg, Wilhelm Arwe, Georg Johansson-Brandius.
Švýcarsko: René Savoie – Marius Jaccard, Paul Lob – Louis Dufour – Bruno Leuzinger, Max Sillig, Rudolphe Cuendet
 ČSR mělo volný los.

#### Finále o bronzovou medaili
Československo –  Švédsko 1:0 (1:0, 0:0)
29. dubna 1920 (23:00) – Antverpy (Palais de Glace)

Branky Československa: 3. Josef Šroubek

Branky Švédska: nikdo

Rozhodčí: Frank Fredrickson (CAN)
ČSR: Karel Wälzer – Otakar Vindyš, Jan Palouš – Karel Hartmann – Karel Pešek, Josef Šroubek, Valentin Loos.
Švédsko: Seth Howander – Einar Lindqvist, Einar Lundell – Nils Molander – Erik Burman, Einar Svensson, Georg Johansson-Brandius.

## Soupisky

### Soupiska Kanady
Kanada (Winnipeg Falcons)

Brankář: Walter Byron.

Obránci: Konrad Johannesson, Robert Benson.

Záložník: Allan Woodman.

Útočníci: Frank Fredrikson, Haldor Halderson, Magnus Goodman, Chris Fridfinnson.

### Soupiska USA
USA

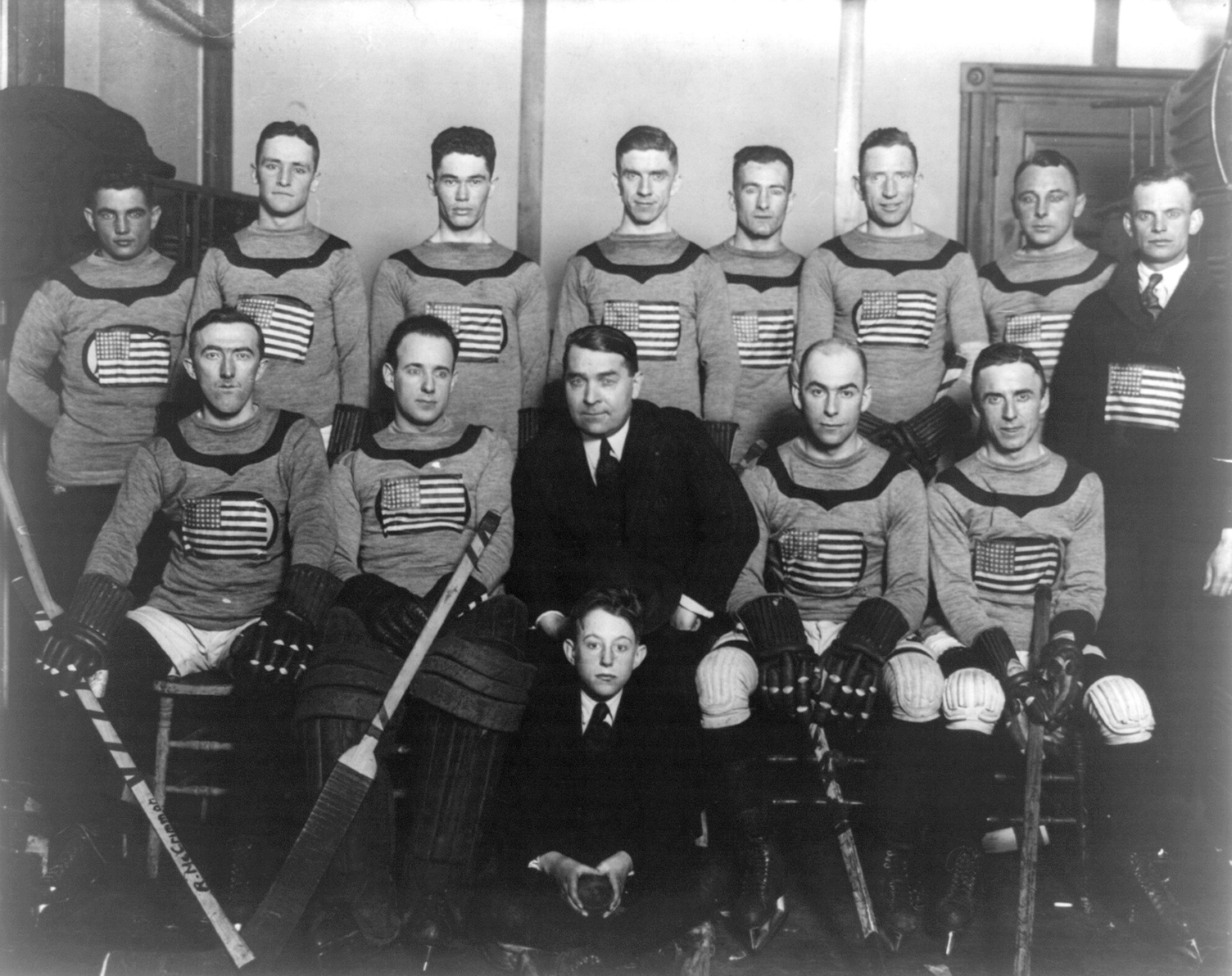
Americké hokejové mužstvo na OH 1920

Brankáři: Cyril Weidenborner, Raymond Bonney.

Obránci: Leon Tuck, Edward Fitzgerald.

Záložník: Francis Goheen.

Útočníci: Anthony Conroy, Joseph McCormick, Herbert Drury, George Geran, Francis Synott, Lawrence McCormick.

Trenér: Cornelius Fellowes.

### Soupiska Československa
Československo

Brankáři: Jan Peka, Karel Wälzer.

Obránci: Jan Palouš, Otakar Vindyš.

Záložník: Karel Hartmann.

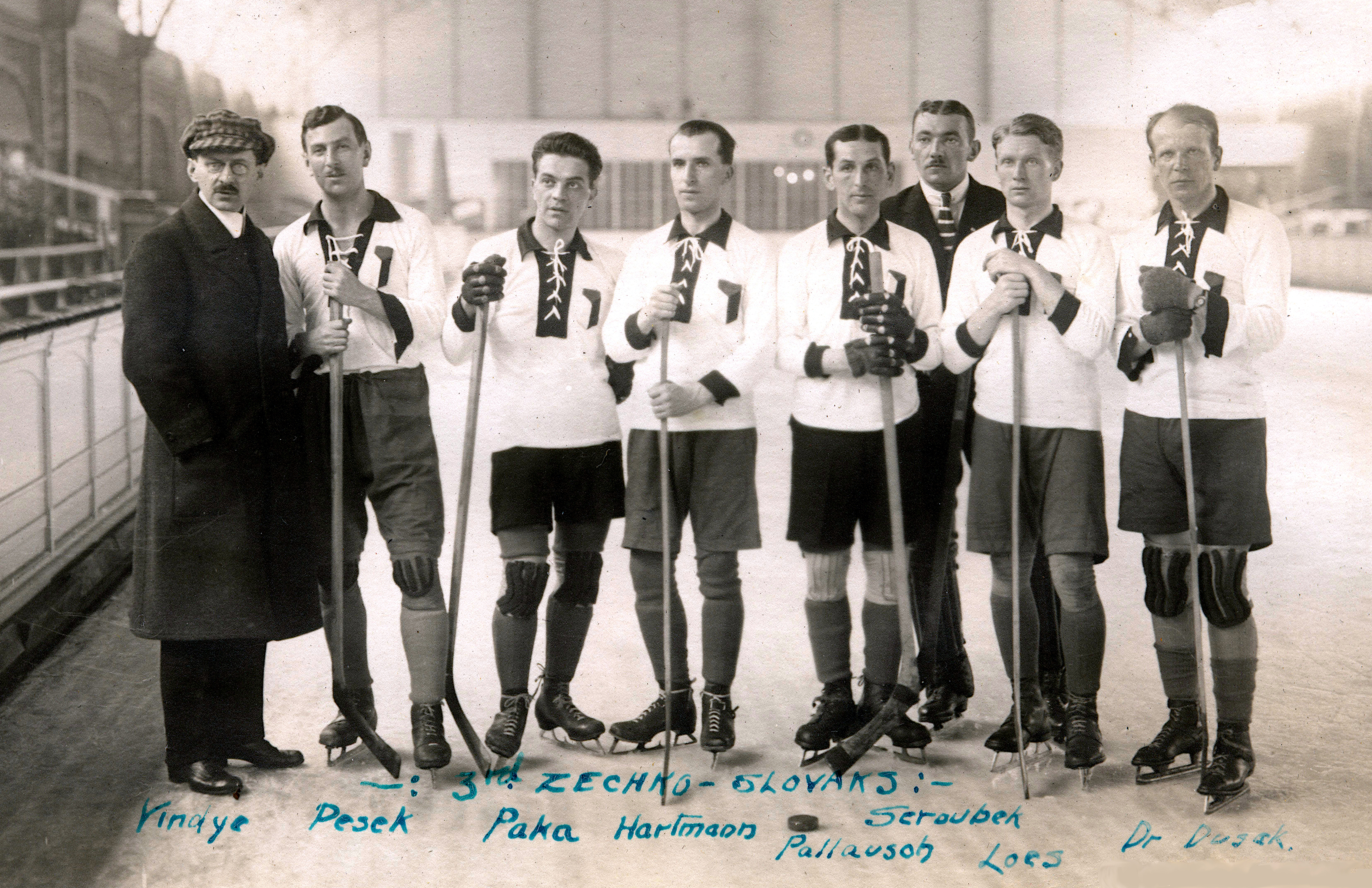
Československé hokejové mužstvo na OH 1920

Útočníci: Josef Šroubek, Josef Loos, Valentin Loos, Karel Pešek.

### Soupiska Švédska
4.  Švédsko

Brankáři: Albin Jansson, Seth Howander.

Obránci: Einar Lindqvist, Einar Lundell, Einar Svensson.

Záložník: Nils Molander.

Útočníci: Wilhelm Arwe, Erik Burman, Georg Johansson-Brandius, Hansjacob Mattsson, David Säfwenberg.

### Soupiska Švýcarska
5.  Švýcarsko

Brankáři: René Savoie.

Obránci: Marius Jaccard, Paul Lob.

Záložník: Louis Dufour.

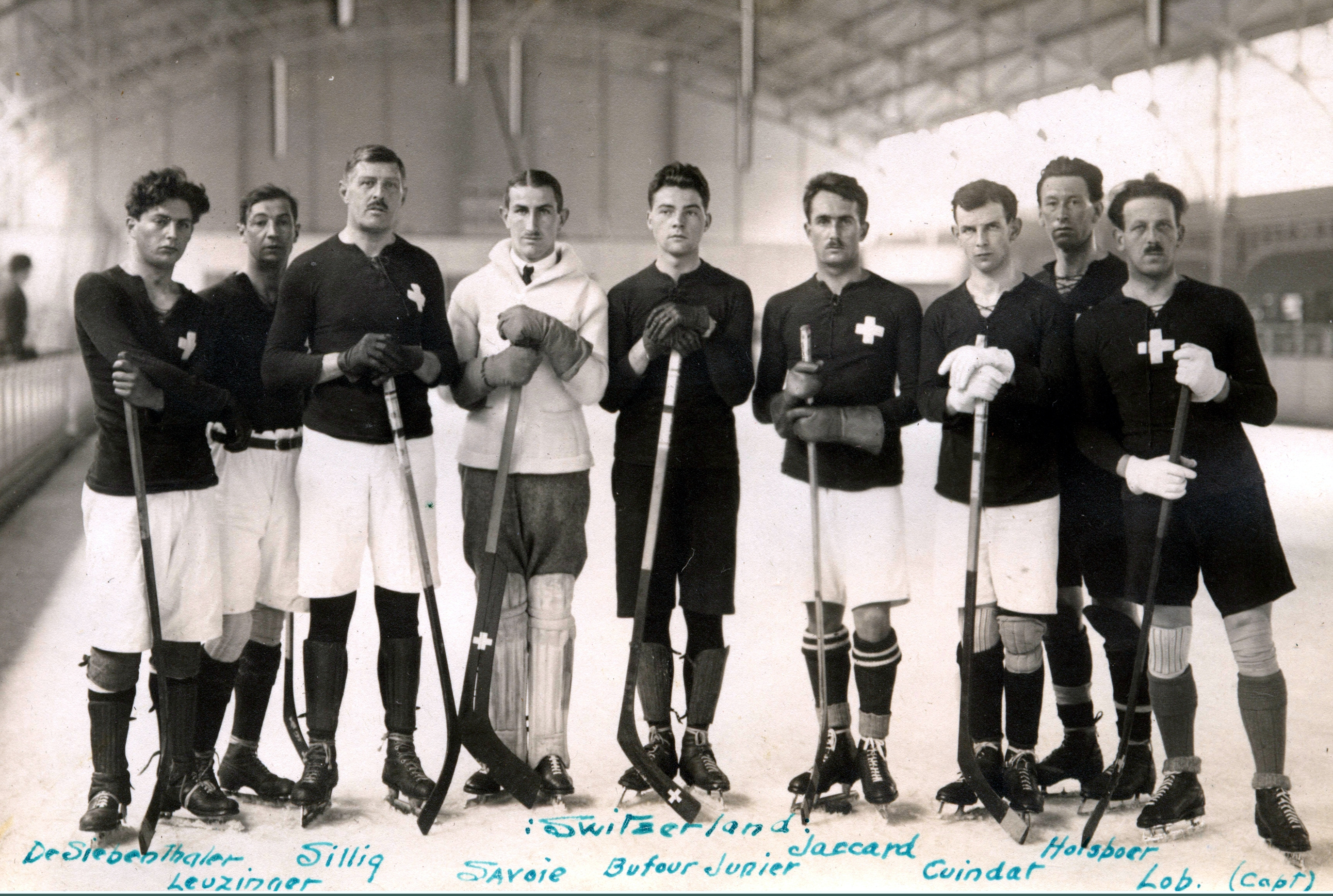
Švýcarské hokejové mužstvo na OH 1920

Útočníci: Rudolphe Cuendet, Bruno Leuzinger, Max Sillig, Walter von Siebenthal, Max Holsboer.

### Soupiska Francie
6.  Francie

Brankáři: Jacques Gaittet.

Obránci: Henri Couttet, Jean Chaland.

Záložník: Pierre Charpentier.

Útočníci: Georges Dary, Léonhard Quaglia, Alfred de Rauch.

Trenér: Quigley Baxter.

### Soupiska Belgie
7.  Belgie

Brankář: Francois Vergult.

Obránci: Philippe Van Volckxom, Gaston Van Volxem.

Záložník: Paul Goeminne.

Útočníci: Maurice Deprez, Jean-Maurice Goossens, Paul Loicq.

## Konečné pořadí
| 1. | Mistrovství světa    | Z | V | R | P | Skóre | B |
| -- | -------------------- | - | - | - | - | ----- | - |
|    | Kanada (CAN)         | 3 | 3 | 0 | 0 | 29:1  | 6 |
|    | Spojené státy (USA)  | 4 | 3 | 0 | 1 | 52:2  | 6 |
|    | Československo (TCH) | 3 | 1 | 0 | 2 | 1:31  | 2 |
| 4. | Švédsko              | 6 | 3 | 0 | 3 | 17:20 | 6 |
| 5. | Švýcarsko            | 2 | 0 | 0 | 2 | 0:33  | 0 |
| 6. | Francie              | 1 | 0 | 0 | 1 | 0:4   | 0 |
| 7. | Belgie               | 1 | 0 | 0 | 1 | 0:8   | 0 |